# Agitka (powieść)
Agitka – napisana w 1982 roku powieść Anny Bojarskiej, będąca swego rodzaju satyrą na środowiska polskiej oraz zachodnioeuropejskiej Nowej Lewicy. Książka, z oczywistych względów niecenzuralna w PRL, okazała się niecenzuralna także dla polskich wydawnictw podziemnych: przyjęta w 1983 roku przez NOW-ą została przez nią ostatecznie odrzucona w 1986 roku, tuż przed skierowaniem do druku. Podobnie, ze względu na „zbyt drastyczną wymowę polityczną” powieści, postąpiło kilka innych wydawnictw drugoobiegowych. Z takich powodów Agitka ukazała się po raz pierwszy dopiero w 1987 roku, wydana przez podziemną Oficynę Wydawniczą z Krakowa.

## Treść
W roku 1971 odbywa się w Paryżu kongres mający na celu zjednoczenie szerokiego spektrum środowisk lewicowych, od anarchistów, poprzez maoistów, trockistów itp. aż do statecznych socjaldemokratów, i powołanie kolejnej Międzynarodówki. Różnice ideowe powodują, że osiągnięcie celu kongresu stoi, oględnie mówiąc, pod dużym znakiem zapytania. Jedyną nadzieją uczestników jest powszechnie uznawany autorytet: pochodzący z Ameryki Łacińskiej rewolucjonista Pablo Estravados (postać wzorowana na Che Guevarze). Niestety, w decydującym dniu kongresu zostaje on skrytobójczo zastrzelony na sali obrad. Podjęte po tym wydarzeniu próby kontynuowania prac kongresu nie udają się: jego uczestnicy rozjeżdżają się z niczym.
Kilka lat później listowny kontakt ze środowiskiem paryskiej lewicy nawiązuje lewicujący inteligent z Polski, Krzysztof Paliwoda. Te kontakty owocują zaproszeniem go do Paryża przez jednego z miejscowych działaczy, Michaela Bernarda. Krzysztof – który nie żywi złudzeń co do rzeczywistego charakteru i perspektyw realnego socjalizmu – w 1980 roku przyjeżdża do Paryża z gotową koncepcją skierowania ruchów lewicowych na „właściwe” tory, to jest, uczynienia z nich ruchu (samo)obrony inteligencji, będącej w jego pojęciu, po „wyzwoleniu” proletariatu, nową klasą uciemiężoną. Tymczasem nad środowiskiem miejscowej lewicy, mimo upływu dziewięciu lat, nadal ciąży tajemnica niewyjaśnionego zabójstwa Pabla Estravadosa.
W książce przewija się, widoczny również w innych powieściach Bojarskiej (np. w Czego nauczył mnie August), motyw jałowości lewicowej ideologii. Agitka silnie podkreśla intelektualną pustkę i infantylność lewicowych aktywistów, oraz ich posunięte niekiedy do groteski oderwanie od rzeczywistości: ci działacze to córki i synowie bogaczy, hrabiów i książąt, snobujący się na nonkonformistów zamożni przedsiębiorcy (gospodarz i sponsor Krzysztofa, Michael, jeździ po Paryżu zardzewiałym Citroenem i chodzi w dziurawych swetrach – ale w garażu w wiejskiej posiadłości trzyma złotego Mercedesa, a dziury w kaszmirowych swetrach wycina nożyczkami), tudzież panie z towarzystwa, które nie widzą sprzeczności pomiędzy głoszonymi hasłami a posiadaniem służby i wykorzystywaniem jej do niewdzięcznych prac domowych. Także wspomniany kongres odbywa się przy niemal całkowitej obojętności przeciętnych ludzi, mimo że roznamiętniona politycznie lewica ma być przecież wyrazicielem ich interesów. To środowisko chce rewolucji, nie mając przy tym pojęcia, co tą drogą konkretnie ma osiągnąć, gdyż ludzie ci w gruncie rzeczy to co robią, robią po prostu z nudów. Natomiast prawdziwym, sterującym tym wszystkim „z tylnego siedzenia”, animatorem ich poczynań są służby specjalne.